# Mont Shikashinai
Le mont Shikashinai (シカシナイ山, Shikashinai-yama) est une montagne culminant à 1 627 m d'altitude dans les monts Hidaka en Hokkaidō au Japon.